# باشگاه فوتبال دیزلی هیل
باشگاه فوتبال دیزلی هیل (به انگلیسی: Daisy Hill Football Club) یک باشگاه فوتبال در شهر وست‌هوتون، کشور انگلستان است که در سال ۱۸۹۴ میلادی تأسیس شده‌ است.